# Neutrodiaptomus genogibbosus
Neutrodiaptomus genogibbosus is een eenoogkreeftjessoort uit de familie van de Diaptomidae. De wetenschappelijke naam van de soort is voor het eerst geldig gepubliceerd in 1956 door Shen.